# Mladá Vožice
Mladá Vožice (in tedesco Jung Woschitz) è una città della Repubblica Ceca facente parte del distretto di Tábor, in Boemia Meridionale.

## Galleria d'immagini

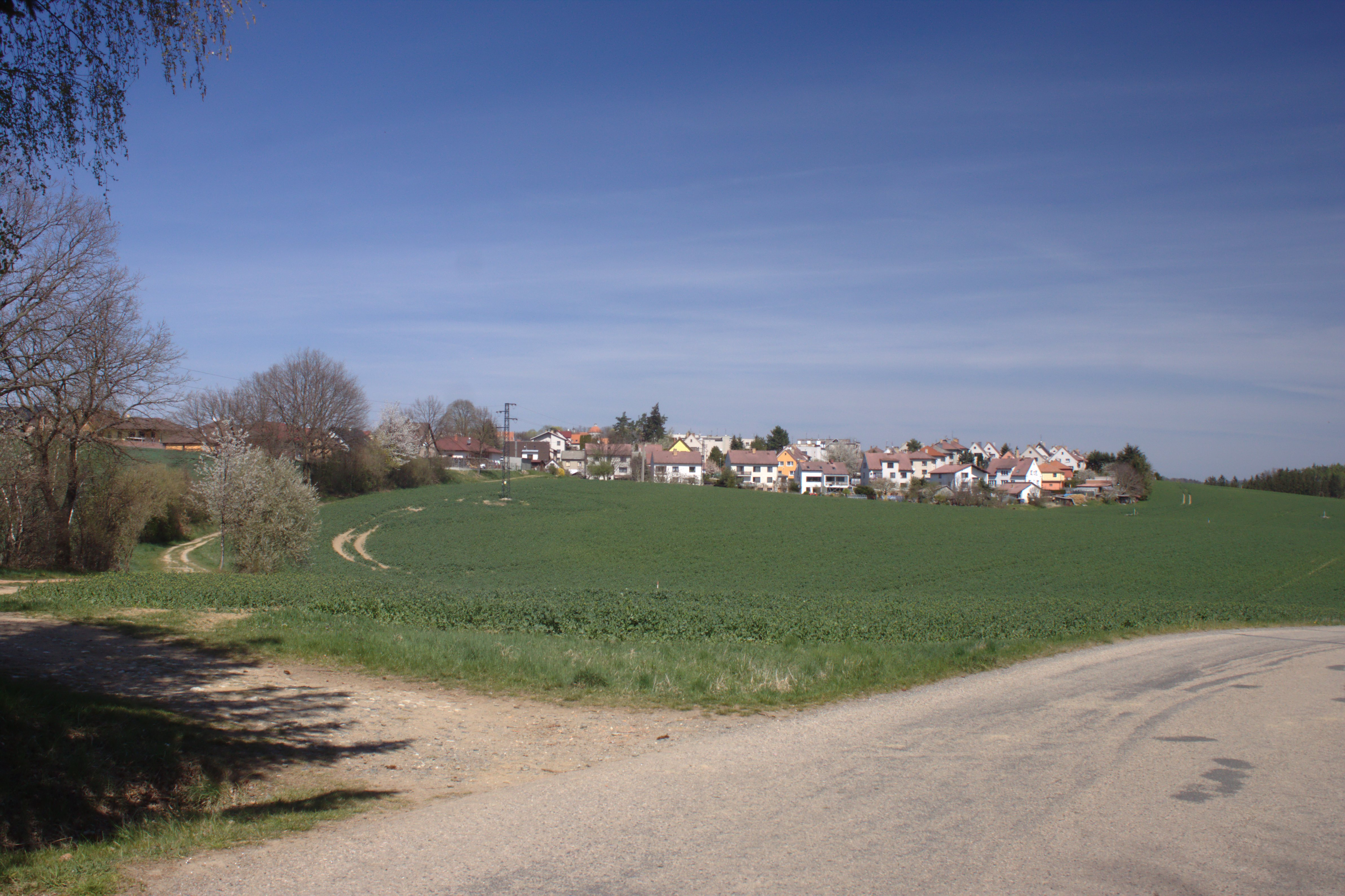
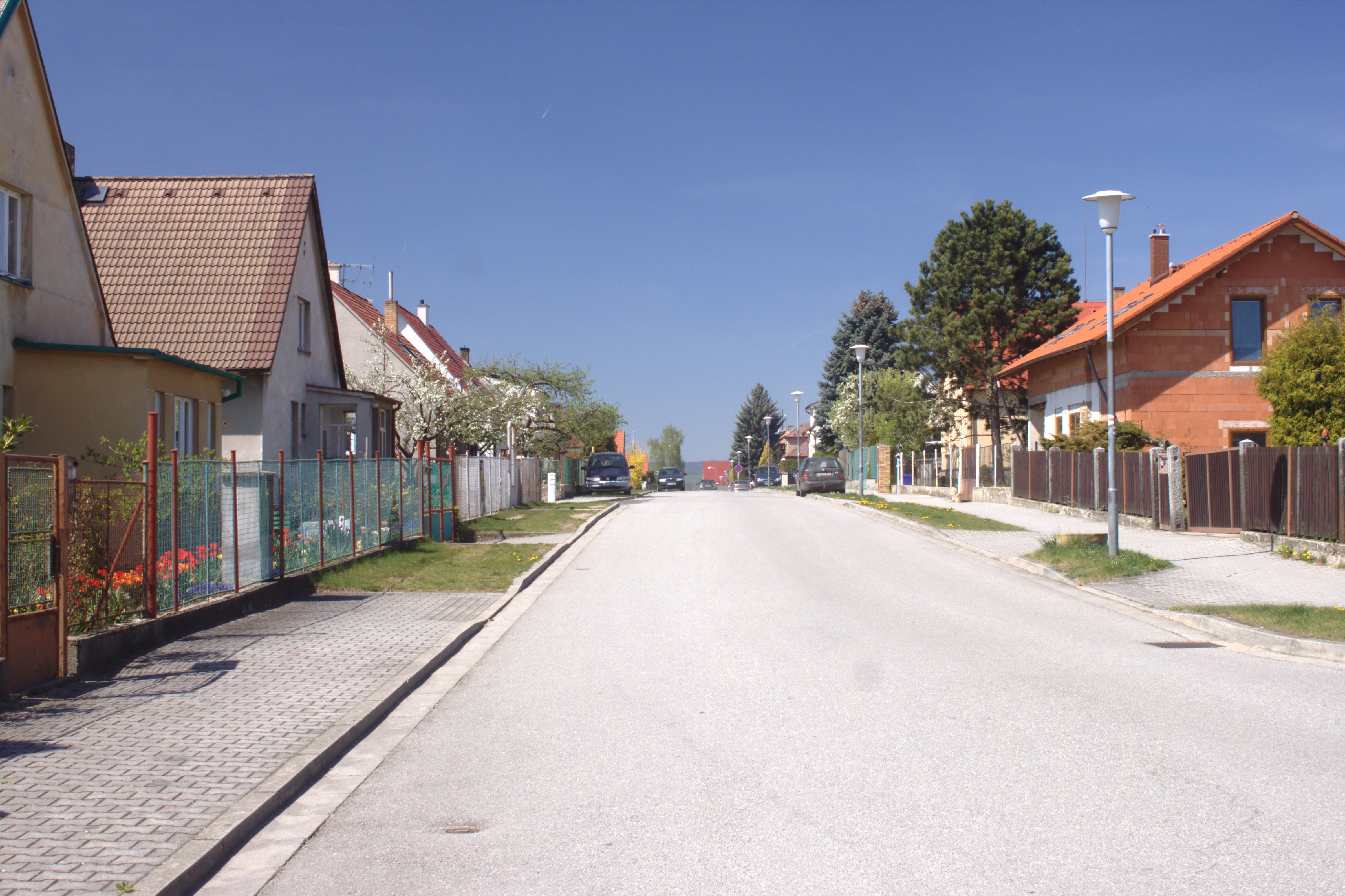
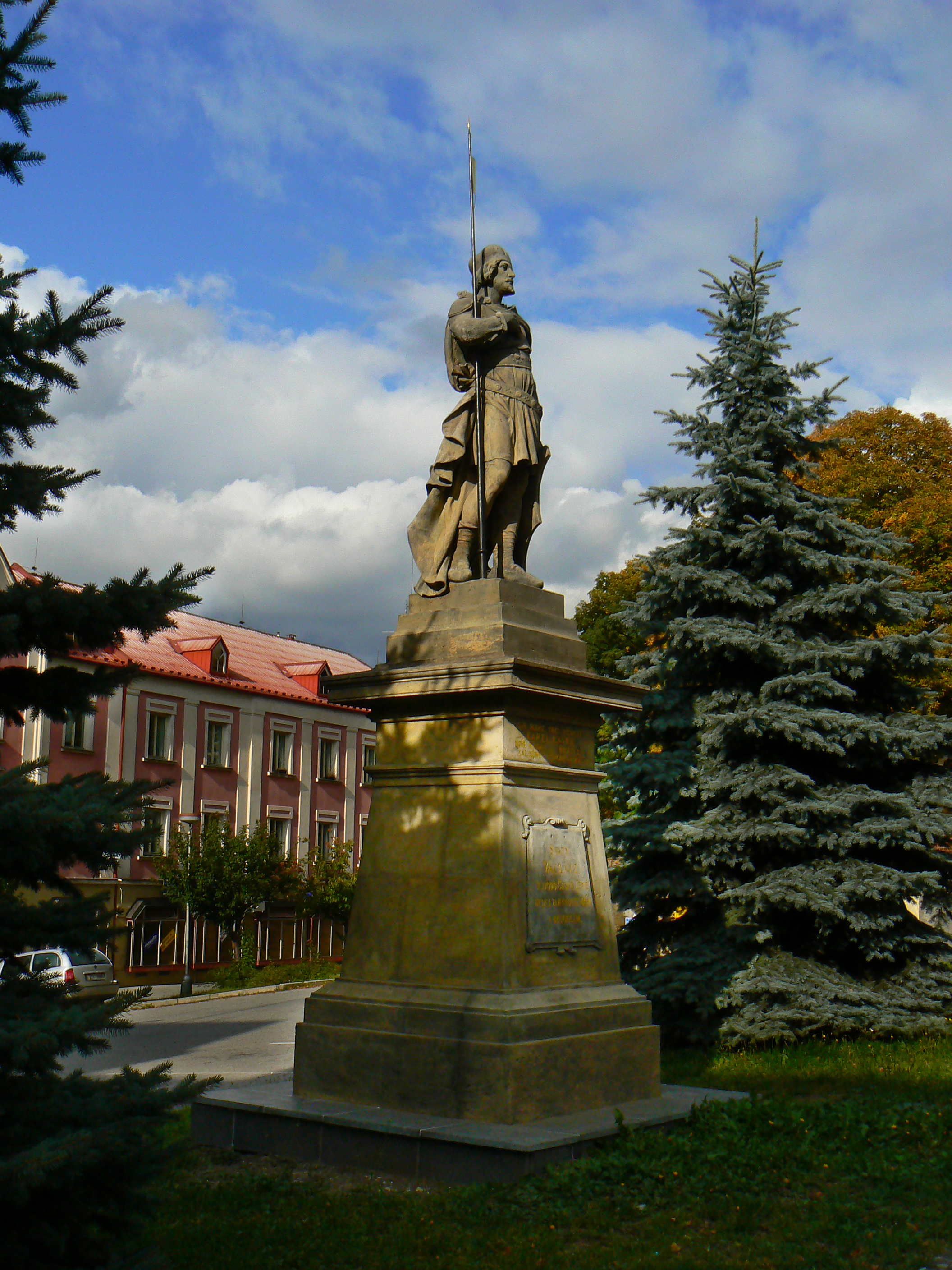